# 580 a.C.
Il 580 a.C. (DLXXX a.C. in numeri romani) è un anno  del VI secolo a.C.

## Eventi
- Fondazione della colonia di Akragas, l'attuale Agrigento, da parte di cittadini gelesi.
- Battaglia del promontorio di Lilibeo tra la città greca di Selinunte e la elima e filo-cartaginese Segesta nell'ambito delle guerre greco-puniche.
- Colonizzazione delle Eolie da parte di Pentatlo di Cnido